# Estadio Padre Ernesto Martearena
Das Estadio Padre Ernesto Martearena (deutsch Pater Ernesto-Martearena-Stadion) ist ein Fußballstadion in der argentinischen Stadt Salta, . Es wurde im Jahr 2001 als Spielstätte für die Junioren-Fußballweltmeisterschaft errichtet und hat eine Kapazität von 20.408 Sitzplätzen.
Im Stadion trägt der Fußballverein Centro Juventud Antoniana, der derzeit in der dritten argentinischen Liga Torneo Argentino A beheimatet ist, seine Heimspiele aus. Zudem finden hier auch die Heimspiele des Viertligisten CA Central Norte statt.
Obwohl die  Anlage hauptsächlich für Fußballspiele genutzt wird, fanden im Estadio Padre Ernesto Martearena 2005 und 2009 zwei Spiele der argentinischen Rugby-Union-Nationalmannschaft statt.